# Профильное обучение
Профильное обучение — система организации среднего образования, при которой в старших классах обучение проходит по разным программам (профилям) с преобладанием тех или иных предметов. Эксперимент по введению профильного обучения проходил в нескольких субъектах РФ с 2003 года. В рамках Федеральной целевой программы развития образования до 2010 года, предполагается повсеместный переход на профильное образование в старшей школе по всей России.
Профильное обучение направлено на реализацию личностно-ориентированного учебного процесса. При этом существенно расширяются возможности выстраивания учеником индивидуальной образовательной траектории.
Переход к профильному обучению преследует следующие основные цели:
1. Обеспечить углубленное изучение отдельных предметов программы полного общего образования.
2. Создать условия для существенной дифференциации содержания обучения старшеклассников с широкими и гибкими возможностями построения школьниками индивидуальных образовательных программ.
3. Способствовать установлению равного доступа к полноценному образованию разным категориям обучающихся в соответствии с их способностями, индивидуальными склонностями и потребностями.
4. Расширить возможности социализации учащихся, обеспечить преемственность между общим и профессиональным образованием, более эффективно подготовить выпускников школы к освоению программ высшего профессионального образования.

В настоящее время в высшей школе сформировалось устойчивое мнение о необходимости дополнительной специализированной подготовки в вузы. Большинство старшеклассников считают, что существующее ныне образование не дает возможностей для успешного обучения в вузе и построения дальнейшей карьеры. В сложившейся ситуации необходима разработка мер, способствующих введению профильного обучения на старшей ступени общего образования. Необходимым условием создания образовательного пространства, способствующего самоопределению учащегося основной ступени, является введение предпрофильной подготовки.
Профильное обучение также внедряется в учреждениях НПО и СПО.
18 июля 2002 года была утверждена Концепция профильного обучения на старшей ступени общего образования.
Зачисление в профильные классы проводится на основе результатов ОГЭ.

## Профили
Профильное обучение в школах Российской федерации вводится с 2004 года. В базовом учебном плане 2004 года предусматривается 12 профилей : физико-математический, физико-химический, химико-биологический, биолого-географический, социально-экономический, социально-гуманитарный, филологический, информационно-технологический, агротехнологический, индустриально-технологический , художественно-эстетический, оборонно-спортивный , а также универсальное обучение.
На Украине имеются 5 профилей: Социально-гуманитарный, Естественно-математический, Технологический, Художественно-эстетический , спортивный.
В Беларуси существуют профили : физико-математический, химико-биологический,  филологический (белорусский язык и литература, русский язык и литература, иностранный язык), историко-обществоведческий, естественно-географический, информатико-математический, художественно-эстетический, физкультурно-спортивный, технологический.
С 2019 года ФГОС среднего общего образования предусматривает пять профилей вместо двенадцати:
ОО может открыть один или несколько профилей из перечня, который установил ФГОС среднего общего образования
- естественно-научный;
- гуманитарный;
- социально-экономический;
- технологический;
- универсальный[7].

В рамках профиля можно создавать группы более узкой направленности.